# Michael Gonçalves
Michael José Gonçalves (* 10. März 1995 in Basel) ist ein schweizerisch-portugiesischer Fussballspieler.

## Karriere

### Verein
Gonçalves stammt aus dem Nachwuchs des FC Concordia Basel sowie des FC Basel. Bei letzterem spielte er im Nachwuchsspitzenfussball, bis zur zweiten Mannschaft in der Promotion League. Im Januar 2015 wechselte er zum Zweitligisten FC Wil, zuerst für den Rest der Saison leihweise, nach dem Sommer dann definitiv. Eine Saison später wechselte er zu Neuchâtel Xamax, kehrte aber nach einer Saison wieder zum FC Wil zurück. Nach zwei Saisons bei den Wilern spielte er eine Saison bei Servette in Genf. Im Sommer 2020 wechselte er zum FC Winterthur, mit dem er 2022 in die höchste Liga aufstieg. In der ersten Super League-Saison spielte Gonçalves noch regelmässig, in der Saison 2023/24 wurde er auf seiner Position jedoch von Silvan Sidler und Adrian Gantenbein verdrängt und kam nur noch zu 3 Minuten Einsatzzeit. Im Sommer 2024 wechselte er deshalb erneut zu Neuchâtel Xamax in die Challenge League.

### Nationalmannschaft
Gonçalves spielte ab der U-16 in allen Nachwuchsteams des Schweizerischen Fussballverbands bis zur U-20 und war vereinzelt auch Captain.